# Axel Wimmerstedt

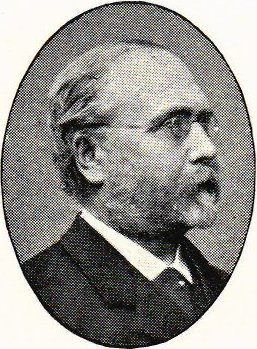
Axel JWimmerstedt.

Axel Johan Wimmerstedt, född 21 september 1829 i Kalmar, död 9 november 1910 i Stockholm, var en svensk läkare.
Wimmerstedt blev student vid Lunds universitet 1847, filosofie kandidat där 1853, filosofie doktor samma år, medicine kandidat 1857, medicine licentiat 1860 och medicine doktor 1868. Han blev tillförordnad adjunkt och laborator vid Karolinska institutet i Stockholm 1860, var sekreterare vid Karolinska institutet 1864–1874, adjunkt i medicinsk kemi och toxikologi där 1866–1879, lärare i farmaceutisk kemi och mineralogi vid Farmaceutiska institutet 1873–77, tillförordnad rättskemist i Stockholm 1874–1976, extra ordinarie professor i kemi vid Karolinska institutet 1879–1883 samt professor och rättskemist 1883–1894. Wimmerstedt efterträddes av sin tidigare assistent Hjalmar Dillner.